# تود بيتس (لاعب دوري الرغبي)
تود بيتس (بالإنجليزية: Todd Bates)‏ هو لاعب دوري الرغبي أسترالي، ولد في 2 مارس 1983.